# Gambell
Gambell és una població dels Estats Units a l'estat d'Alaska. Segons el cens del 2007 tenia 653 habitants.

## Demografia
Segons el cens del 2000, Gambell tenia 649 habitants, 159 habitatges, i 121 famílies La densitat de població era de 23 habitants/km².
Dels 159 habitatges en un 51,6% hi vivien nens de menys de 18 anys, en un 43,4% hi vivien parelles casades, en un 18,2% dones solteres, i en un 23,3% no eren unitats familiars. En el 18,2% dels habitatges hi vivien persones soles el 0,6% de les quals corresponia a persones de 65 anys o més que vivien soles. El nombre mitjà de persones vivint en cada habitatge era de 4,08 i el nombre mitjà de persones que vivien en cada família era de 4,82.
Per edats la població es repartia de la següent manera: un 38,5% tenia menys de 18 anys, un 10,6% entre 18 i 24, un 27,4% entre 25 i 44, un 17,6% de 45 a 60 i un 5,9% 65 anys o més.
L'edat mediana era de 26 anys. Per cada 100 dones hi havia 132,6 homes. Per cada 100 dones de 18 o més anys hi havia 143,3 homes.
La renda mediana per habitatge era de 31.458 $ i la renda mediana per família de 30.625 $. Els homes tenien una renda mediana de 30.625 $ mentre que les dones 22.250 $. La renda per capita de la població era de 8.764 $. Aproximadament el 30,6% de les famílies i el 28,5% de la població estaven per davall del llindar de pobresa.

## Poblacions més properes
El següent diagrama mostra les poblacions més properes.